# Джалали (племя)
Джала́ли (букв. «Разбойники»; курд. E'şîra Celaliyan, араб. قبيلة الجليلي‎ [qabīlah al-jalīlī]; перс. عشیره جلالیان‎ [aʂireh jalalīan], тур. Celâlî Aşireti) — трансграничное воинственное племя курдов, имеющее также небольшое арабское (арабизированное) ответвление. Исторически считалось одним из самых жестоких, мятежных и революционных племен в Курдистане.
В XIX веке в результате войн оказались разделены на три части (Османскую империю, Каджарский Иран и Российскую империю). Джалали нередко нарушали границы и переходили на территории противоборствующих государств, совершая тяжкие преступления, такие как бандитизм, узурпация, грабежи и убийства. Несмотря на то, что периодически предпринимались дипломатические и военные попытки для предотвращения приграничного бандитизма и подавления деятельности племени, Джалали так и не были никем покорены.
Впервые вступили в курдское национальное движение за независимость в августе 1924 года. С 1926 до конца 1940-х гг. Джалали активно воевали против Турецкой Республики и Персии. Джалали, не успевшие покинуть границы ЗСФСР, впоследствии оказались (вместе с другими курдами) депортированы и насильственно выселены с турецко-советской границы в Среднюю Азию.

## Этимология
Происхождение этнонима племени Джалали, как и большинства курдских племен, является патрилинейным. Согласно племенной легенде, родоначальником племени являлся некий Мир Джалалвенд (Mîr Celalwend), доисламский принц княжества Бабан (современный северо-восток Ирака).
Со временем название племени стало также именем нарицательным со значением «разбойник», «бандит» в курдском и западноармянском языках.

## История
Племя вело полукочевой образ жизни, занималось скотоводством и, что случалось нередко, разбойничеством и грабежом.
В XIX в. джалали владели собственным племенным вождеством с центром в городе Маку. Оно представляло из себя небольшой эмират со смешанным этническим и религиозным населением. Армяне обязывались платить дань племени. Теймур-паша-хан в 1881 году направил против Шейха Обейдуллы, выдвинувшего идею создания независимого Курдистана, 5-тысячные ополчение племени джалали.
В 1877 году джалали, кочевавшие в Баязетском санджаке, устроили там резню, убив ок. 1400 армян. Более тысячи представителей племени входило в кавалерию Хамидие.
В 1915 году, когда началось русское наступление в Восточной Анатолии, джалали из Диядина нашли место на горе Арарат, где они выдержали долгую осаду, пока не были спасены османскими войсками в 1918 году. После войны большое число джалали Диядина переехало в Персию. Джалали сыграли большую роль в создании Араратской Курдской Республики. Так, пик Араратского восстания (30 июня 1930 года) наступил в тот момент, когда поднялась 150-тысячная конфедерация джалали, жившая по обе стороны турецко-персидской границы. Затем к ним присоединились несколько других курдских племён и заняли Морадию и Чалдыран. Это привело к длительному и широкомасштабному восстанию, для подавления которого потребовались совместные усилия турецких и персидских войск. В 1930-1932 гг. в Маку джалали тоже поднялись. Иранцы, дождавшись зимы, уничтожили все сёла, где жило племя. Несмотря на это, каждые два-три года они снова поднимали знамя восстания. И снова многие джалали искали убежища на склонах горы Арарат, но на этот раз они не смогли долго сопротивляться из-за эффективного использования турецкой армией авиации. В результате этого восстания Реза Шах Пехлеви приказал всему племени джалали в Маку переселиться в район между Тегераном, Хамаданом и Варамином в центральной Персии. В середине лета 1941 года в городе Хой было завещание верхушек курдских племен милан и джалали. После отречения Реза-шаха в сентябре 1941 года джалали вернулись на свои родовые пастбища. В 1946 году они (вместе с племенем милан) предоставили Кази Мухаммеду отряд из 400 конных воинов. С того момента большинство племени по обе стороны границы стали вести оседлый образ жизни.

## Расселение
Как сообщается в источниках XIX века, Джалали кочевали в Баязетском санджаке, а также в Макинском ханстве (25 тыс. чел. в 1835 году). В начале XXI века племя живет на примерно таких же территориях, а особенно большая концентрация в Диядине (провинция Агры). Однако с 1990-х гг. значительно усилилась миграция в крупные города, такие как Стамбул, Урмия и частично Тегеран.

### Турция
В Турции Джалали сосредоточены главным образом в провинциях Агры и Ыгдыр:
1. Ил Агры — ▼ 145,000 чел. (32,2 %);
2. Стамбул — ▲ 115,000 чел. (0.7 %);
3. Ил Ыгдыр — ▲ 45,000 чел. (21.7%);
4. Ил Карс — ▼ 20,000 чел. (7.3%);
5. Ил Муш — ▼ 5,000 чел. (1,9 %);

Всего: ▲ 330, 000 чел. (2023 г.).

### Иран
В Иране племя Джалали компактно проживают в Маку и Чалдоране:
1. Шахрестан Маку — ▲ 80,000 чел. (37,9 %);
2. Шахрестан Урмия — ▲ 76,000 чел. (7,0 %);
3. Шахрестан Чалдоран — ▼ 12,000 чел. (24.0 %);
4. Тегеран — ▲ 12,000 чел. (1.0 %);

Всего: ▲ 180,000 чел. (2023 г.).

### Диаспора
В странах СНГ рассчитывается ок. 6,3 тыс. представителей племени Джалали, которые являются потомками армянских курдов, живших на турецко-советской границе.

## Структура
Джалали представляют из себя большую конфедерацию, в которую входят следующие кланы (tayfe по-курдски):
Входят в собственно племя Джалали:
- Сакан — клан шейхов
- Хелкан — клан беков
- Билхкан — клан ага

Входят в конфедерацию племен Джалали:
- Племя Гелтуран (курдск. E'şîra Gelturan), от которого также произошли:
  - Мысыркан (курдск. Misirkan)
    - Пилекан (курдск. Pîlekan)
    - Када Раш (курдск. Qada Reş)
    - Мала Майдо (курдск. Mala Meydo)
    - Савки (Sawkî)
- Племя Гелои (курдск. E'şîra Gêloyan), от которого также произошли:
  - Джинджиан (курдск. Cindîyan)
    - Солаетыман (курдск. Sule’êtîman)
    - Байро Торни (курдск. Beyro Torinî)

  - Аламхоиан (курдск. Elemhoyan)
  - Акои (курдск. Aqoyî)
  - Корхалефан (курдск. Korxelefan) 
    - Корихчиан (курдск. Qorixçîyan)

  - Авлоиан (курдск. Evloyan)

## Кодекс чести
У племени существует собственный, отличный от остальных курдов, написанный свод законов и кодекс чести.
Главный закон заключается в том, что прежде чем называть себя курдом и членом племени, следует знать, что это значит, а главное — заслужить.
Джалали исторически отличались своей воинственностью и жестокостью.